# Sandra Maischberger
Sandra Maischberger (* 25. srpna 1966, Mnichov) je německá novinářka a televizní moderátorka.

## Biografie
Narodila se v německém Mnichově, jako dítě žila také pět let v Římě, kde navštěvovala i základní školu. Po maturitě se přihlásila ke studiu žurnalistiky na Mnichovské univerzitě, studia avšak záhy zanechala.
Jejím manželem je kameraman Jan Kerhart, původem z Česka, se kterým je sezdaná od roku 1994. Pár má spolu syna Samuela (* 2007).

## Zajímavost
Jako televizní moderátorka vedla od roku 2004–2016 šest rozhovorů s bývalým německým kancléřem Helmutem Schmidtem.